# El-Sayed Glacier
El-Sayed Glacier är en glaciär i Antarktis. Den ligger i Västantarktis. Inget land gör anspråk på området. El-Sayed Glacier ligger 175 meter över havet.
Terrängen runt El-Sayed Glacier är kuperad västerut, men österut är den platt. Trakten är obefolkad. Det finns inga samhällen i närheten.